# ASSET

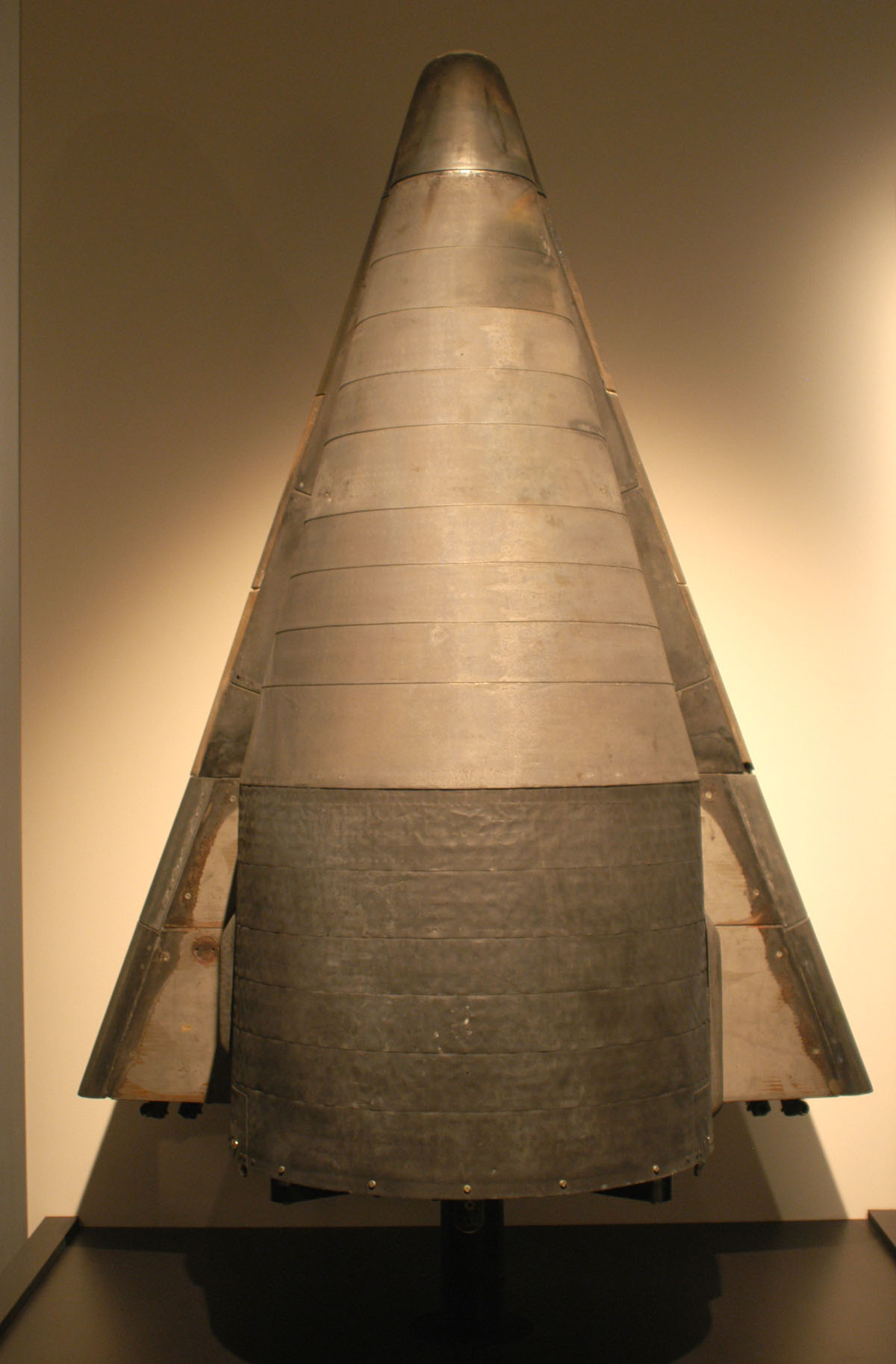
Un vehículo ASSET en exposición en el Museo Nacional de la Fuerza Aérea.

ASSET (Aerothermodynamic Elastic Structural Systems Environmental Tests) fue una aeronave de pruebas de tipo cuerpo sustentador no tripulada utilizada para obtener datos sobre la reentrada atmosférica. Empezó como parte del proyecto X-20 Dyna-Soar, pero continuó volando y recogiendo datos aún después de la cancelación de este.
El proyecto comenzó en 1960 con el fin de usar versiones subescaladas del Dyna-Soar para pruebas de materiales a ser usados en la versión final. Originalmente se planeó utilizar cohetes Scout para lanzar los vehículos ASSET pero se decidió utilizar cohetes Thor sobrantes y devueltos por el Reino Unido para realizar los vuelos a velocidades de hasta 4000 m/s y combinaciones de cohetes Thor y Delta para vuelos hasta a 6000 m/s. El primer vuelo fue a lo largo de una trayectoria suborbital, con la zona de recuperación en isla Ascensión.
Los vehículos fueron construidos por McDonnell Aircraft Corporation.